# Atlas eines ängstlichen Mannes
Atlas eines ängstlichen Mannes ist eine 2012 im S. Fischer Verlag erschienene Sammlung autofiktiver oder autobiografischer Reise-Erzählungen des österreichischen Schriftstellers Christoph Ransmayr.

## Kurzbeschreibung
„In 70 Episoden erzählt ein angeblich autobiografisches Ich von seinen Eindrücken und Erlebnissen, von Personen und Schicksalen aus den entlegensten Orten auf der ganzen Welt.“ Auf diese Weise entsteht „eine Art erzählendes Fotoalbum“.

## Inhalt
„Der Ich-Erzähler beschreibt Mitreisende oder Einheimische, Landschaften, Denkmäler, den Nachthimmel und Tiere und schließt oft mit einer zusammenfassenden Reflexion ab, die die besondere Begegnung mit Themen wie Vergänglichkeit, Tod, Erinnerung und Heimat verknüpft. Der Schlüssel zu jeder Episode ist etwas Außergewöhnliches“. Die einzelnen Episoden „informieren auch über geschichtliche und kulturelle Fakten, über geologische und klimatische Besonderheiten, und sie verknüpfen persönliche Erfahrungen mit Informationen aus anderen Quellen. Überdies erzählen sie Geschichten von Personen nach, denen der Reisende am jeweiligen Ort begegnet ist.“ Teilweise stellt die Sekundärliteratur dabei eine „thematische Isoliertheit der einzelnen Erzählungen“ fest, teilweise sieht man „eine gewisse Logik in der Anordnung der Episoden […], die thematisch, motivisch oder manchmal rein assoziativ begründet ist.“ Unabhängig von der Reihenfolge im Text unterteilt der Germanist Arsim Rexhepi (* 1972) die 70 Episoden hinsichtlich „der Thematik und des Inhalts“ in drei Gruppen: persönliche Geschichten, gesellschafts- und zeitkritische Erzählungen sowie deskriptive Geschichten.

### Persönliche Episoden
Die kleinste Gruppe innerhalb des Atlas eines ängstlichen Mannes ist die der persönlichen Episoden, „in denen das Gedächtnis subjektiv und biographisch Selbsterfahrung reflektiert; dazu gehören auch Reisen zu Erinnerungsstätten, die direkt in Verbindung mit der Literaturentstehung zu setzten [sic] sind“. Zu diesen biografisch gefärbten Episoden gehören beispielsweise:
- Blut: Ein vom minderjährigen Ich-Erzähler bewunderter[9] siebzehnjähriger, „wilder junger Mensch“ namens Adi (Diminutiv von Adolf) hat „betrunken seine Notdurft auf den Stufen des Kriegerdenkmals verrichtet und geschrien, ein Kranz aus Scheiße sei alles, was vor solchen Denkmälern abgelegt werden sollte. In der Schlägerei, die dieser Schändung folgte, mußte er allerdings vor der Übermacht empörter Zeugen […] flüchten. Nach dem Davonrennen versprach er wiederzukommen, schrie, er werde ein Messer holen und wiederkommen.“ Diese Drohung wird der Bundesgendarmerie angezeigt, welche Adi daheim aufsucht. Adi verschanzt sich im Schlafzimmer seiner Eltern, droht den zwei Gendarmen mit Messer, Axt oder Prügel, wenn sie ihn nicht schlafen ließen. „Er hatte aber weder eine Axt noch ein Messer, noch einen Prügel bei sich, als einer der Gendarmen […] ein ganzes Magazin aus seiner Dienstpistole durch die geschlossene Tür feuerte“ und Adi dadurch tötet.[10]
- Sturmschaden: Der Ich-Erzähler darf mit seiner Mutter auf den Dachboden des Mehrparteienhauses, um dort Weißwäsche zum Trocknen aufzuhängen. In einer Ecke des Dachbodens befindet sich „ein Märchenreich, eine magische Ritterwelt“ mit einem Schatz.[11] Ein Sturm kommt auf, beginnt das Dach aufzureißen. „In der tosenden Helligkeit, in der es jetzt auch noch zu hageln begann, wurde ich […] hinabgezerrt, während der Südsturm den riesigen Dachstuhl weiter und weiter hochhob, donnernd aufklappte und dann in den Hof […] hinabschleuderte.“[12] Die Weißwäsche wird in den Hof gewirbelt, ebenso die Bestandteile des vermeintlichen Ritterschatzes. „Und ich sollte im Verlauf der Aufräumarbeiten […] zum erstenmal die Namen der für immer verlorenen Kostbarkeiten hören: Das Zeichen, das die rot-weißen Fahnen trugen, hieß Hakenkreuz, der goldene Adler auf seinem Sockel war ein Reichsadler aus Gips, die Lanzen waren Standarten einer Wehrmacht und die kurzen Schwerter in ihren schwarzen Scheiden Zierdolche der SS. Der Ritter in der silbernen Rüstung [auf einem Bild] hieß Adolf Hitler.“[11] Während der Instandsetzung des Dachstuhls wird „an jener Leerstelle, an der einmal ein [Nazi-]Schatz in der Finsternis schimmerte, eine Luke in die Dachschräge“ eingebaut, durch die man nun auf das Höllengebirge und das Tote Gebirge schauen kann.[13]
- Mädchen im Wintergewitter: Die siebenjährige Schwester eines drei Jahre älteren Schuljungen und der Schuljunge selbst gehen am „ersten Morgen nach den Weihnachtsferien auf dem langen Fußweg vom elterlichen Hof zur Dorfschule“[14] durch den Schneefall eines Wintergewitters. Die Laune des Schuljungen ist unter anderem aufgrund eines Familienzwistes am Vorabend schlecht. Die Schwester sucht versöhnungsheischend die Hand des Bruders, der ihr sie immer wieder entzieht und die schwesterliche Hand irgendwann sogar schlägt. „Der war wütend. Der wollte nicht mehr länger gehorchen und wollte auch kein Schwestern- und Mädchenbeschützer mehr sein. Der hatte genug. Der begann plötzlich, schneller und schneller zu gehen und schließlich zu laufen, lief … ja lief ihr davon in dieses Weiß“, lässt seine Schwester im Schneegestöber zurück. „Im Wintergewitter dieses Morgens mußte das Mädchen zum erstenmal in seinem Leben erfahren, daß das Entsetzliche weder an Jahreszeiten noch an Orte gefesselt war, sondern seine Opfer in jedem Augenblick und an jedem Ort überfiel.“[15]

### Gesellschafts- und zeitkritische Episoden
Über die Hälfte der Episoden gehören dieser Gruppe an: „kulturkritische Diskurse, in denen das Verhältnis des Menschen zur Natur und zu sich selbst thematisiert wird.“ Beispiele aus dieser Gruppe sind:
- Fernstes Land und Im Schatten des Vogelmannes: Diese beiden Episoden spielen im Kulturbereich des Rapanui-Volkes, „das um den Preis des eigenen Untergangs die Osterinsel mit nahezu tausend Steinstatuen geschmückt hatte“.[16] Im Schatten des Vogelmannes thematisiert die „idiotischen Ritualkämpfe“, in denen die Steinstatuen „nach und nach zu Herrschafts- und Machtsymbolen verkamen, die, wie eben alle Symbole in Männerwelten, groß, möglichst groß, immer größer werden mußten, immer noch größer“, so dass ihnen alle Ressourcen der Osterinsel, „alle Kraft und Energie geopfert“ wurden, „bis die Insel eine Wüste war, in der es keine Bäume mehr gab, kaum noch Tiere, keine Felder und die fluguntauglichen Vogelmänner endlich erkannten, daß man Steine nicht essen konnte“.[17] Das hinderte sie, sobald sie „sich gegenseitig nicht mehr mit immer größeren Steinmonstern übertrumpfen konnten“, jedoch nicht daran, die „Monster des Nachbarclans zu stürzen und ihnen die Köpfe abzuschlagen“ und auch die Mitmenschen zu erschlagen und manchmal aufzuessen, „bis  man selber erschlagen und gefressen wurde.“[18] Da das Rapanui-Volk glaubte, „daß es außer ihnen keine Menschen auf dieser Welt gab und in einem unendlichen Ozean unter einem unendlichen Himmel kein Land neben ihrer eigenen Insel“,[19] war es für das Rapanui-Volk ein Schock, als sie „auf einem ihrer ausgedehnten Fischzüge, vielleicht auch bloß nach einer durch Strömungen und Stürme erzwungenen Irrfahrt“ auf eine weitere Insel stießen: „Ein Schock, der sie am Ende glauben ließ, die Heimat eines Gottes gefunden zu haben. Denn wenn es in dieser Unendlichkeit tatsächlich noch ein zweites Land gab, dann mußte dort, sichtbar oder unsichtbar, der wohnen, dem das Dasein der fernen Heimat und von Himmel und Erde und allem, was im Wasser oder an der Luft lebte, zu verdanken war – ein Allmächtiger, den sie make-make nannten.“[20] Zum Zeitpunkt des Besuchs des Ich-Erzählers auf der dem Allmächtigen zugedachten „Insel, hinter der die Unendlichkeit begann“,[21] ist jene Insel ein glühendes, wüstes Stück Land,[22] und auf der Ursprungsinsel des Rapanui-Volks „kroch die Wildnis gnädig über alle Beweise menschlicher Gewalt und Zerstörungswut hinweg, bedeckte sie mit Blättern und Flechten und ließ Gesichtszüge von der Erosion abschleifen, bis ein [Stein-]Kopf vom nackten Fels  nicht mehr zu unterscheiden war.“[23]
- Flugversuche: Der Ich-Erzähler besucht an der neuseeländischen Küste eine Vogelkolonie und nutzt die Gelegenheit, einen jungen Königsalbatros zu betrachten und dessen Unabhängigkeit von festem Untergrund zu bewundern: „festes Land würde er im Verlauf seines fünfzig Jahre und länger dauernden Vogellebens nur noch in Brutzeiten aufsuchen.“[24] Währenddessen laufen die Radionachrichten: „In Wellington […] hatte die Erde mal wieder gebebt; diesmal waren keine Toten zu beklagen, aber neun Verletzte. In Christchurch hatte ein Junge mit dem Revolver seines Vaters einen Freund erschossen. An der Nordküste waren drei Dutzend Grindwale gestrandet und erstickt, und drei von fünf Besatzungsmitgliedern waren ertrunken, nachdem ein Fischkutter in einer Monsterwelle gekentert war. In Afghanistan war Krieg. In Südeuropa war Krieg. In einer Kleinstadt des amerikanischen Mittelwestens war ein Schüler Amok gelaufen. […] Und dann, als hätten ihn die Radionachrichten beflügelt und nur darin bestärkt, daß man diese Erde, alles Festland, am besten tief unter sich zurückließ, erhob sich der junge Königsalbatros […] wieder in die Luft […] mit einem langgezogenen Triumphschrei“.[25]
- Die Regeln des Paradieses: Der Ich-Erzähler besucht die Insel Pitcairn, erkundet die Landschaft, spricht mit einer Fletcher-Christian-Nachfahrin, in deren Fenster ein Fregattvogel sitzt, der gegen Ende der Erzählung aber davonfliegt. Der Ich-Erzähler beschäftigt sich mit dem Missbrauchsprozess von Pitcairn, der Meuterei auf der Bounty, der „Unfreiheit“ auf der Meuterer-Insel Pitcairn[26] und den mit den Bounty-Meuterern auf Pitcairn gelandeten „tahitianischen Frauen, die ihrer Gefangenschaft entfliehen“ wollten.[27]
- Der Eisgott: Ein irischer Gärtnersjunge nutzt die erste Gelegenheit seines Lebens, einen Schneemann zu bauen, und hebt diese Attraktion wegen des milden Klimas in einem Gefrierschrank auf. Doch dann fällt infolge eines Sturms „der Strom aus und der Schneemann taut langsam auf, verliert an Gestalt und ist, nachdem der Strom wieder geflossen war, zu einer unförmigen, klumpigen Eisgestalt verkommen. Schließlich gibt auch der Sohn jede Hoffnung und jeden Versuch auf, gegen die Vergänglichkeit anzukämpfen“.[28] Sein Vater platziert den unförmigen Eisklumpen „auf jene von Efeu umrankte Säule […], auf der bis gestern ein steinerner Faun gestanden hatte; der Sturm hatte ihn vom Sockel gestürzt und zerschlagen. An der Stelle des entthronten Fauns schimmerte nun ein glasiger, kugeliger Eisgott, vor dem der Gärtner plötzlich mit erhobenen Armen auf die Knie fiel und dann wie ein Priester oder Vorbeter irischer Frömmigkeit Strophe um Strophe eines monotonen Singsangs leierte, bis alle Trauer um den verwandelten Schneemann verflogen schien und sein Sohn zu lachen begann.“[29]
- Wallfahrer: Der Ich-Erzähler lässt sich auf Sri Lanka von seinem Fahrer Sameera dessen dem Tsunami 2004 zum Opfer gefallene Behausung zeigen. „Selbst jetzt, sieben Jahre nach dieser Flut, hatte Sameera gesagt, begannen ihn vor diesen überwucherten Fundamenten Erinnerungen zu quälen, die ihn oft stundenlang, nächtelang nicht wieder losließen“.[30] In dem Gespräch stellt sich heraus, dass beide Männer eine Wallfahrt auf den  Sri Pada gemacht haben, und der Ich-Erzähler erzählt Sameera eine diesem unbekannte Geschichte: „Adam habe nach seiner Vertreibung aus dem Paradies den Sri Pada als ersten irdischen Ort betreten, habe den Berg also nicht aus dem Tal, sondern aus göttlichen Sphären, dem Himmel, bestiegen und sei am Gipfel, in seiner Trauer über diese Welt der Sterblichkeit und Vergänglichkeit, auf die Knie gesunken und habe tausend Jahre lang um das verlorene Paradies geweint … Alle Quellen, alle Sturzbäche und Katarakte, die vom Sri Pada herabrauschten, seien Adams Tränen.“[31]
- Stille Nacht: An einem Heiligabend beobachtet der Ich-Erzähler auf Sri Lanka eine Elefantenherde. „Die Herde war nur eine Abordnung, Teile eines größeren, weit auseinandergezogenen und aus mehr als zweihundert Tieren bestehenden Zuges wilder Elefanten, die in diesen Tagen vor dem Raketenfeuer, den Minen, Bomben und Flächenbränden des Bürgerkriegs zwischen dem Volk der Singhalesen, dem Staatsvolk, und dem Volk der Tamilen flohen, den Tamil Tigers, die im Osten der Insel ihren eigenen Staat gründen wollten.“[32] Dass der Bürgerkrieg in Sri Lanka Elefanten zu Flüchtlingen macht, ist keine Ausnahme, so der Ich-Erzähler: „Viele Wildtiere, die auf ihrer Flucht vor dem Krieg das Land durchstreiften, zeigten sich in diesen Tagen häufiger als jemals im Frieden, ein Schauspiel, das einen Reisenden daran erinnern könne, daß diese Insel einmal als der Garten Eden, das Paradies auf Erden, gegolten hatte.“[33]

### Deskriptive Episoden
Dieser Gruppe gehören etwa zwei Fünftel der Episoden an, „in denen der Autor von Momentaufnahmen seiner Reisen berichtet“ und zu denen beispielsweise folgende Texte gehören:
- Ein Schatten der Rettung: Der Ich-Erzähler fährt auf einem Boot mit durch die Gewässer von Mauritius, das vom Zyklon Gamede heimgesucht worden ist, sieht  „Reste[] zerstörter Hütten und geborstener Stege in einer weitläufigen Bucht“ und wird Zeuge, wie ein Besatzungsmitglied seines Bootes aus der „Trümmerflut“ eine Rettungsweste des Schiffes „King Fish“ birgt.[34] Jenes Schiff „war am Tag vor dem Herannahen des Sturmtiefs mit neun Mann Besatzung aus dem Hafen von Port Louis mit Kurs auf Saint Brandon […] ausgelaufen und war dort, im Auge des Orkans, aus dem Funkverkehr und allen Kontrollsystemen der Küstenwache verschwunden.“[35] Man fand das Schiff auf Coco Island, schleppte es in den Hafen. „Daß ein Kutter im Sand von Coco Island lag, nahezu unversehrt, die Kajüten trocken und mit Ausrüstung, Trinkwasser und allem Überlebensnotwendigen versehen, von den Seeleuten aber trotzdem verlassen worden war, schien die Phantasie aller vom Zyklon Betroffenen mehr zu beschäftigen als andere, katastrophalere Tatsachen der Sturmtage.“[36] Als das Boot des Ich-Erzählers an der „King Fish“ vorbeifährt, wird er Zeuge eines Totenrituals. „Bei den Hindus […] sei es Brauch, einem Verstorbenen einige Tropfen Wasser aus dem heiligsten aller Ströme in den Mund zu träufeln, Wasser, das den Staub der Seelenwanderung abwaschen und den Toten stärken sollte auf seinem Weg in die Befreiung von allen Gestalten und Formen. Das Wasser des Ganges, das sich nun an der Bordwand und unter dem Kiel von King Fish untrennbar mit dem Wasser des Hafenbeckens und so mit dem Indischen Ozean vermischte, sollte von Gezeiten und Strömungen bis an die Lippen jener Verschwundenen getragen werden, die nun bei Saint Brendon oder irgendwo weit draußen in der blauen Tiefe schwebten.“[37]
- Weißer Sonntag: Ein Vater geht zwecks Ausstaffierung seiner Tochter in ein Schuhgeschäft.[38] Die Tochter soll für die gemeinsame feierliche Erstkommunion hübsche Schuhe bekommen, die der Vater allerdings schrecklich teuer findet. „Der Gedanke daran, dass es irrsinnig sei, für einen derart kurzen und vergänglichen Moment so viel Geld auszugeben, lässt den Vater zynisch werden“.[39] Er schmäht die für den Kauf ins Auge gefassten Lackschuhe, zum Entsetzen seiner Tochter: „Das Mädchen hatte der Schmähung ihrer Lackschuhe mit offenem Mund zugehört. Ihre Miene nahm dabei den Ausdruck einer solchen Enttäuschung an, als erlebte sie in diesem Augenblick zum erstenmal, daß auch das Wunderbarste, Glänzendste und über jeden Zweifel Erhabene nicht bloß angezweifelt und geschmäht, sondern zertreten werden konnte.“[40]
- Anglerin: Am Ufer des Bagmati-Flusses werden rituell Leichen verbrannt, die Asche und unverbrannten Teile anschließend in den Fluss gekehrt. Inmitten des Schmutzwassers, in dem verbrannte Leichen-, Kleidungs- oder Scheiterhaufen-Teile dümpeln, fischt eine Anglerin, die der Ich-Erzähler beobachtet und die sich plötzlich über einen Fang an ihrer Angel freut. Der Fang allerdings ist kein Fisch. „Am Ende der Schnur war kein Haken, sondern ein Magnet befestigt, an dem der Fang haftete, ein Metallstück, eine Spange, ein Verschluß, etwas, das einen der Verbrannten vielleicht einmal geschmückt oder ihm gedient hatte und mit seiner Asche in den Fluß gefegt worden war“ und nun von der Anglerin in ein Behältnis mit weiteren vermeintlichen Preziosen getan wird.[41]
- Die Ankunft: In dieser letzten Episode des Atlas eines ängstlichen Mannes hat der Ich-Erzähler wochenlang „die Grenzregion zwischen Nepal und Tibet auf der Suche nach Klöstern und Einsiedeleien der uralten, dieses Gebirge lange vor dem Buddhismus beherrschenden Bön-Religion“ durchwandert.[42] Er gelangt in eine „viertausend Meter über dem Meeresspiegel und hoch über dem verschneiten Ufer eines Bergsees gelegene[] Höhle“,[43] wo ihn Mönche aufnehmen, und schläft ein. Mit „Nun war ich angekommen“ endet diese Episode und damit auch der Atlas eines ängstlichen Mannes.[44]

## Textanalyse
Bei Atlas eines ängstlichen Mannes handelt es sich um eine in Ich-Form erzählte Sammlung von Reise-Episoden im Spannungsfeld zwischen „biografisch belegter Glaubwürdigkeit und fiktivem, erzählerischen Konstrukt“: Ähnlich Herman Melvilles The Encantadas „changiert der Text zwischen Fakten und Fiktionen, gehen selbst erlebte und imaginierte Abenteuer ineinander über.“ Zwar wird hierbei meist „auf eine exakte Zeitangabe verzichtet“, doch dank vager Hinweise im Text lässt sich feststellen, dass „die erzählte Zeit mit einer österreichischen Kindheit in den späten 1950er und frühen 1960er Jahren“ beginnt und „in der Gegenwart der 2000er Jahre“ endet: „Die Episoden sind allerdings weder chronologisch angeordnet noch folgen sie einer geographischen Ordnung oder einer Reiseroute“. Statt sich an einer Reiseroute zu orientieren, handelt es sich um „unabhängige Reiseberichte, die in mehr als drei Dutzend Ländern spielen und neun in Österreich angesiedelte Geschichten umfassen.“ Arsim Rexhepi sieht in den Orten und Stätten des Atlas eines ängstlichen Mannes „gleichzeitig fiktionale und tatsächlich erlebte Welt“ und unterteilt die Orte der Handlung in verschiedene Raumtypen:
- Räume der Kindheit und Jugend: In diese Gruppe von Räumen, „in denen sich die Kindheit und Jugend des Ich-Erzählers abspielt“, gehören beispielsweise die Episoden Blut (Ort der Handlung: Roitham am Traunfall), Sturmschaden (Roitham am Traunfall) oder, obgleich nur die Kindheit von Ransmayrs langjähriger Lebensgefährtin betroffen ist,[51] Mädchen im Wintergewitter (Inn-Auenland).
- Nachkriegs- und Katastrophenräume: Diese Gruppe umfasst Räume, in denen sich Naturkatastrophen oder/und Kriege ereignet haben, und wird von Rexhepi weiter unterteilt:
  - umweltgeschädigte Räume: In dieser Gruppe von Räumen, „die aufgrund der maßlosen Nutzung der Ressourcen zerstört wurden“, gehören beispielsweise die Episoden Fernstes Land (Ort der Handlung: Salas y Gómez), Weißer Sonntag (Schwertberg), Anglerin (Pashupatinath), Im Schatten des Vogelmannes (Osterinsel).
  - katastrophengeschädigte Räume: In diese Gruppe von Räumen, die beispielsweise durch Erdbeben, Wirbelstürme oder Tsunamis geschädigt sind, die „das gesamte Lebens- und wirtschaftliche Umfeld der Menschen negativ beeinflusst“ haben, gehören beispielsweise die Episoden Ein Schatten der Rettung (Ort der Handlung: Mauritius) oder Wallfahrer (Bucht von Weligama im sri-lankischen Matara-Distrikt).
  - kriegsgeschädigte Räume: In diese Gruppe von Räumen, „die aufgrund der Kriege zerbombt und vergiftet, und somit unwirtschaftlich für die Bevölkerung gemacht wurden“, gehört unter anderem die Episode Stille Nacht (Ort der Handlung: Hinterland der Arugam-Bucht im sri-lankischen Ampara-Distrikt).
- Räume der Armut und der Diktatur: In diese Gruppe von Räumen, „die das Politische in den Fokus rücken“, gehört beispielsweise die Episode Die Regeln des Paradieses (Ort der Handlung: Pitcairn).

„Die Geschichten spielen größtenteils an weit entfernten Orten und in grandiosen Landschaften. Der Protagonist ist fasziniert von Ozeanen, großen Flüssen, abgelegenen Inseln, Dschungeln und Bergen, aber er hat weder Interesse daran, von Flughäfen, Hotels und Autobahnen zu berichten, noch von den Nicht-Orten der Moderne.“

### Entstehungsgeschichte
„Im Atlas eines ängstlichen Mannes greift Christoph Ransmayr auf gesammeltes Material seiner Reisen der letzten 40 Jahre zurück“, nämlich „kurze Sätze, Fragmente, Stichwörter, Zahlen“, die er in „brusttaschengroße“ Notizbücher geschrieben hat. Teilweise ist dieses Material auch schon anderweitig aufbereitet und veröffentlicht worden, beispielsweise die Episode Ein Weltuntergang in Ransmayrs Der Weg nach Surabaya oder die Episode Trost der Betrübten 1980 als Ein Nachmittag im Narrenhaus im Extrablatt-Magazin (Nr. 12/1980, S. 76–77). Insgesamt hatte Ransmayr aus „den Fragmenten seines Notizbuchs […] zunächst zweihundert Episoden zusammengestellt, dann ließ er sich vom inneren ‘Magnetismus‘ der Kohärenz der Sammlung zu einer endgültigen Auswahl leiten.“

### Titel
Der Titel des Buches wird in der Sekundärliteratur verschieden gedeutet. Die Germanistin Henrike Serfas (* 1991) sieht im Atlas „als Sammlung von Karten [...] ein Mittel, die Erde zu entmythologisieren“ und damit ein Symbol von Sicherheit, das mit der „Unsicherheit und Hilflosigkeit gegenüber der Natur“ des Ich-Erzählers kontrastiert, der durch Unsicherheit zu einem ängstlichen Mann wird. Die Germanistin Monika Shafi (* 1954) dagegen bringt die Auffassung der Germanistin Dora Osborne (* 1981) vor, nach der der Erzähler „als analoge Figur“ zum mythischen Atlas zu sehen sei, „da viele seiner Geschichten Gewalt und Schmerz thematisieren“. Die Angst des ängstlichen Mannes, so Shafi, müsse aber nicht durch Gewalt und Schmerz bedingt sein, sondern könne auch als Bescheidenheit des Ich-Erzählers interpretiert werden: Ihn „als ängstlich zu bezeichnen, verleiht seinen Reisen eine bescheidenere Note, indem er sowohl die Verletzlichkeit als auch die Grenzen betont.“ Arsim Rexhepi dagegen sieht andere Ursachen für die Angst: „In Zeiten der Globalisierung schafft das Nichtwissen über die Anderen Distanz und Angst. Globalisierung ist mit Dynamik verbunden und in einer Welt in Bewegung sollte das Fremde eigentlich reduziert werden. Jedoch ist es ausgerechnet diese Dynamik, die dem Menschen keine Zeit lässt, sich auf […] den Anderen einzulassen. Ganz im Gegenteil: Die Kluft zwischen Eigenem und Fremdem vertieft sich sehr oft und wird unüberwindbar.“

### Stil
Im Atlas eines ängstlichen Mannes „verschwimmen die Grenzen von Bericht und Erzählung, von journalistischem und literarischem Text“, dessen Stil sich dadurch „dem einfachen binären Gegensatz von Wahrheit und Lüge widersetzt.“ Einerseits sind die Episoden im „journalistischen Duktus“ geschrieben und „erinnern an Ransmayrs Reportagen der 1980er Jahre“. Andererseits besitzt die „metaphorisch aufgeladene Sprache“ eine „hohe sprachliche Ästhetik“. Dass Ransmayr „mythologische Tropen und Narrative“ gebraucht, findet seinen Höhepunkt darin, dass jede Episode mit der „visionär-pathetischen Formel 'Ich sah'“ beginnt, aus Sicht mancher Interpreten ein Anklang an die Johannes-Apokalypse: „Der Bezug liegt nahe, denn das Buch ist nicht zuletzt ein Atlas drohender Untergänge und grauenvoller Todesszenarien“, so der Germanist Rolf-Peter Janz (* 1940), eine Einschätzung, der Claus Telge widerspricht: Seiner Ansicht nach „führt die Annahme, es handele sich hierbei um ein Referenzsignal auf die Apokalypse des Johannes (‘Und ich sah‘), in die Irre, da eben gerade nicht vom Ende, sondern vom Anfang her erzählt wird“ und sich auf das biblische „Und Gott sah, dass es gut war“ bezieht. Ransmayr erklärte, dass sich die Wendung „Ich sah“ ohnehin nicht auf die Bibel beziehe, sondern lediglich verdeutlichen solle, dass sich der Ich-Erzähler für den Wahrheitsgehalt verbürge. Immerhin einmal, in der Episode Der Tenor, wird auf die Apokalypse allerdings wörtlich Bezug genommen: Während eines Aufenthalts des Ich-Erzählers in Murmansk tauchen auf dem Murmansker Schiffsfriedhof „die Wracks aus den Dunstschleiern wie aus einem apokalyptischen Traum“ auf.

### Figuren
Zahlreiche Episoden des Atlas eines ängstlichen Mannes lassen den Ich-Erzähler „als teilnehmenden Beobachter der Welt, die er literarisch kartographiert“, auf eine weitere Person treffen, die er als Informationsquelle nutzt oder dessen Geschichten er hört. „Ohne Beurteilungen, Analysen oder Kritiken vorzunehmen, beschreibt er eben das, was er sieht, und hört und übersetzt die Aufnahmen seiner Erlebnisse in Schrift.“ Auf diese Weise treten in dem Buch „Bauern, Fahrer, Fischer oder Pechvögel“ auf, und der Ich-Erzähler „begegnet trauernden und tanzenden, gastfreundlichen und hilfsbereiten Menschen“: Unter anderem trifft der Ich-Erzähler in der Episode Reviergesang auf einen „skurrilen Iren, der auch auf der Chinesischen Mauer nie ohne seinen Flachmann mit irischem Whiskey unterwegs ist“, und in der Episode Wallfahrer auf einen alten „Eremiten, der in einer Höhle unterhalb des Berggipfels [des Sri Pada] lebte. Sehr zum Erstaunen seines Fahrers [Sameera] berichtet ihm der Erzähler von einem Wortwechsel, den er angeblich mit dem alten Mann geführt hat, dessen stinkender Atem jeden Gesprächsversuch fast unerträglich machte.“

### Themen
Der Atlas eines ängstlichen Mannes zeigt, bei allem „Unbehagen an Form und Konsequenzen der Globalität“, in seinen Episoden, „dass dem Glauben an die zunehmende Überschaubarkeit und Verfügbarkeit der Welt gründlich zu misstrauen ist“: Die „Winzigkeit und Bedeutungslosigkeit“ des Menschen und die unvermeidliche Tatsache, dass seine Spezies wie jede andere Spezies irgendwann aussterben wird, gibt der Natur mehr Macht als der Mensch trotz „Machthunger, Territorialverhalten, Tyrannen, Versklavung und Gewalt“ jemals innehaben wird, weshalb im Text „anthropogene Veränderung in planetarischem Maßstab eine bestenfalls untergeordnete Rolle spielt.“

#### Mensch und Natur
Der Atlas eines ängstlichen Mannes lässt sich „lesen als ein Versuch der Neu-Kartographierung des Mensch-Welt-Verhältnisses“: Zentralthema des Buches ist der weltweit sichtbare Konflikt zwischen Natur und Zivilisation, in dem sich der Ich-Erzähler „auf die Seite der Natur [stellt]. Seine tiefe Skepsis gegenüber dem Glauben an den Fortschritt und an die zunehmende Verfügbarkeit der Welt findet er auf seinen Reisen immer aufs Neue bestätigt“, und ebenso die Erkenntnis, dass das „Verhalten des Menschen gegen die Natur einer Selbstzerstörung“ gleichkommt, wofür das in den Episoden Fernstes Land und Im Schatten des Vogelmannes dargelegte historische Beispiel des Gesellschaftszusammenbruchs beim Rapanui-Volk eine deutliche Warnung an die Menschheit ist.
Viele Episoden enthalten „eine oder mehrere hypotaktisch kunstvoll geflochtene Vogelbeobachtungen“. Die Germanistin Sabina Zieglgänsberger stellt fest, dass das Vogel-Motiv „das Loslösen von der Schwere alles Weltlichen [illustriert]. So ist der Vogel vor allem in der Episode Flugversuche als positiver Gegenentwurf zur menschlichen Welt zu begreifen, die von Grausamkeit geprägt ist. In Konsequenz muss sich der Mensch daraus lösen und davonfliegen“. Das Vogel-Motiv taucht auch in weiteren Episoden auf, z. B.:
- Reviergesang: Hier lebt der Vogel im Vergleich zum trägen Mensch die Tatsache aus, „ein engelgleich gefiedertes, engelgleich singendes Wesen zu sein, das die Freiheit genoß, sich jederzeit in die Lüfte zu erheben“.[83]
- Trost der Betrübten: Hier zeigen Vögel den Patienten der Psychiatrischen Klinik Am Steinhof, „wie das ging, wie das aussah: sich nach Belieben von der Erde zu lösen, sich über Dächer und Pavillons und Mauerkronen zu erheben oder auf unverrückbaren Orten unter einem fließenden Himmel nach Belieben auch wieder zu landen“.[84]
- Der Pfau: Hier wird, wie in Flugversuche, ein erhabener Vogel dem niederen menschlichen Dasein gegenübergestellt. „Dabei wird insbesondere dem Pfau in Religion und Mythologie das Symbol der Auferstehung und Unsterblichkeit zugeschrieben – einem Gegenpol des Vanitas-Motivs.“[85]

#### Unendlichkeit und Vergänglichkeit
Thema einiger Episoden im Atlas eines ängstlichen Mannes ist „das Aufhalten und Ausgeliefertsein im Unendlichkeitsraum der Natur“, der vielerlei Gestalt annehmen kann: als scheinbare Unendlichkeit des vögelbevölkerten Himmels, des Eises der Russischen Arktis (Episoden Abschlag am Nordpol und Zweiter Geburtstag) oder des Meeres, auf dem der Ich-Erzähler sich zu den abgelegensten Inseln aufmacht: In Fernstes Land wird eine Insel ausdrücklich erklärt zur „Insel, hinter der die Unendlichkeit begann“, also zu einem Grenzposten mit der „Atmosphäre einer Zwischenwelt“. Der Unendlichkeitsraum Himmel erstreckt sich währenddessen noch über den Lebensraum der Vögel hinaus: In der Episode Sternenpflücker versenkt sich der Ich-Erzähler in die „Abgründe des Raums“, in Im Weltraum betrachtet er „ein scheinbar grenzenloses, bis an die fernsten Abgründe des Alls ausgespanntes Firmament“, in Die Schönheit der Finsternis erlebt jene Schönheit dann durch Lichtverschmutzung ein jähes Ende, zumindest in den Augen des menschlichen Betrachters: „mehr als eintausend bis zu vierhundertfünfzig Millionen Lichtjahre entfernte Galaxien –, aber der Scheinwerfer einer einzigen, menschenleeren Bergstation brachte sie mit seiner Blendkraft allesamt zum Verschwinden.“ Doch diese visuelle Dominanz ist nur Schein, nur Schein auch die visuelle Dominanz der Chinesischen Mauer im Auge des Betrachters: Deren menschlicher Schöpfer mag die Länge der Mauer mit Wanli angeben, also zehntausend Li, und dabei selbstgerecht denken, Li sei „auch ein Zeichen für das Unendliche, das Unvorstellbare, eine zehntausend Li lange Mauer also zehntausendmal unvorstellbar lang“ – die Chinesische Mauer ist trotz ihrer Wanli-Länge ein Nichts gegen die dortigen „Vogellieder, die weiter und weiter und immer noch gesungen wurden, wenn selbst die stärksten Mauern und vermeintlich unbezwingbare Wehrtürme bereits zu Schutt zerfallen waren“ (Episode Reviergesang). So wie in Reviergesang dem „aussichtslosen Drang des Menschen […], etwas zu erbauen, das allen Widrigkeiten der Zeit trotzt“, die Unendlichkeit der Vogelgesänge entgegengestellt wird, wird in Herzfeld der erhabenen „Möglichkeit eines tausendjährigen Baumlebens“, das aus einem einzigen Araukarien-Samen entspringt, der lächerliche Name des menschengemachten Tausendjährigen Reiches entgegengestellt, dem vor allem vieltausendfacher Tod entsprang.
Tod und Vergänglichkeit, die romantische Faszination des Ich-Erzählers „für Ruinen und untergegangene Zivilisationen“ ziehen sich als Thema durch verschiedene Episoden: „Ransmayrs Erzählungen handeln von Todesszenarien, von Naturkatastrophen und ebenso von historischen Gewaltregimes und anderen jüngeren Datums“. Einige der vom Ich-Erzähler beobachteten Figuren stemmen sich gegen die Vergänglichkeit, beispielsweise der Freizeit-Friedhofspfleger in der Episode Die Arbeit der Engel, der unermüdlich „gegen die zerstörerische Kraft der Zeit“ ankämpft, stets das jüdische Gesetz im Kopf, „nach dem einem Toten jenes Stück Erde, in das man ihn gebettet hatte, bis ans Ende der Zeit bewahrt werden sollte“, was durch die Zielvorgabe „bis ans Ende der Zeit“ einen kindischen Größenwahn ausdrückt, ebenso wie es kindisch ist, einen Schneemann im Gefrierschrank aufbewahren zu wollen: „Mit dem Beispiel des Schneemanns zeichnet Christoph Ransmayr abermals einen gescheiterten Versuch des Menschen, sich gegen die Vergänglichkeit der Zeit sowie den Lauf der Natur aufzubäumen. Auch in diesem Beispiel kann das Unweigerliche lediglich hinausgezögert, allerdings nicht verhindert werden. Die Natur bleibt im Zusammenspiel mit der voranschreitenden Zeit stets siegreich“ (Episode Der Eisgott). Kindern allerdings ist kindische Verdrängung eigener Vergänglichkeit gestattet. Das kann den Ich-Erzähler selbst betreffen, in der Episode Sturmschaden:  „Ich war damals noch unsterblich, unsterblich auch meine Mutter, und der Tod etwas, das grundsätzlich andere Menschen betraf“. Das kann aber auch ein kleines Mädchen betreffen, das dadurch zum Jauchzen gebracht wird, dass man es immer wieder in die Luft wirft und auffängt, und das „irgendwann tatsächlich im Schnittpunkt aller Blickrichtungen zu schweben [scheint] – eine kindliche Gottheit, Sinnbild einer der versammelten Menge unerreichbaren Unversehrtheit, Unverwundbarkeit, ja Unsterblichkeit“ (Episode Der Waranjäger).

## Rezeption
Nach seinem Erscheinen platzierte sich der Atlas eines ängstlichen Mannes auf der SWR-Bestenliste und erhielt überwiegend positive Kritiken. Die Deutsche Welle fand in dem Buch „eine seltsam zeitenthobene Prosa, die gleichzeitig den Atem der Geschichte spüren lässt wie die Skurrilitäten des Alltags aufzeichnet“, Der Spiegel fand den Atlas „ein verschwenderisches Buch […], in dem Prosa-Schlaglichter atemlos aufeinander folgen und einen Blick in die Welt werfen, wie er weder per Ferndiagnose noch mit Google Street View zu haben ist.“ Einen „rastlosen Roman“ erkannte literaturkritik.de in dem Buch, in dem Ransmayr seine „Versprechen auf eine Geschichte“ einlöse und glückliche Leser hinterlasse. Frank-Walter Steinmeier meinte anlässlich der Verleihung des Ludwig-Börne-Preises an Ransmayr, der Atlas eines ängstlichen Mannes löse „am besten“ und „auf eine eindrückliche Weise“ das Motto ein „meine Heimat ist die Erde, die Welt mein Vaterland“. Zu bemängeln an dem Buch sei allerdings, dass es darin keine „bewusste Auseinandersetzung mit differentiellen Geschichten“ gebe, „etwa aus postkolonialer oder Geschlechterperspektive“, so der Literaturwissenschaftler Alexis Radisoglou (University of Durham). Darüber hinaus, so Radisoglou, verleihe die „hohe Diktion von Ransmayrs Sprache […] dem Text zudem einen inkantatorischen Duktus, der sich bisweilen in seiner ästhetischen Wirkungsmacht zu ernst zu nehmen scheint.“

## Auszeichnung
Das Werk wurde 2015 in seiner französischen Fassung Atlas d’un homme inquiet, übersetzt von Bernard Kreiss, mit dem Prix du Meilleur livre étranger in der Kategorie „Essay“ ausgezeichnet.

## Textausgaben (Auswahl)
- Atlas eines ängstlichen Mannes. Fischer-Taschenbuch, Frankfurt am Main 2014. ISBN 978-3-596-52041-1.
- Atlas eines ängstlichen Mannes. S. Fischer, Frankfurt am Main 2012. ISBN 978-3-10-062951-7.